# Mirlan Murzaev
Mirlan Mourzaïev est un footballeur international kirghiz né le 29 mars 1990 à Kotchkor-Ata en RSS du Kirghizistan. Il évolue actuellement au poste d'attaquant avec le Serik Belediyespor.

## Biographie

### Sélection nationale
Le 7 janvier 2019, pendant le match de Coupe d'Asie des nations 2019 contre la Chine, il délivre une passe décisive à Akhlidin Israilov qui inscrit le premier but du Kirghizistan dans une (phase finale de) compétition internationale.

## Palmarès
Dordoi-Dynamo Naryn
- Champion du Kirghizistan (2) : 2008, 2009
- Vainqueur de la Coupe du Kirghizistan (1) : 2008
- Finaliste de la Coupe du président de l'AFC : 2008, 2009, 2010

## Buts internationaux
| # | Date             | Lieu                                | Adversaire          | Score | Résultat | Compétition                                 |
| - | ---------------- | ----------------------------------- | ------------------- | ----- | -------- | ------------------------------------------- |
| 1 | 28 mars 2009     | Stade Dasarath Rangasala, Katmandou | Népal               | 1 - 1 | 1 - 1    | Qualifications AFC Challenge Cup 2010       |
| 2 | 30 mars 2009     | Stade Dasarath Rangasala, Katmandou | Palestine           | 1 - 0 | 1 - 1    | Qualifications AFC Challenge Cup 2010       |
| 3 | 23 août 2009     | Ambedkar Stadium, New Delhi         | Inde                | 2 - 1 | 2 - 1    | Coupe Nehru 2009                            |
| 4 | 28 août 2009     | Ambedkar Stadium, New Delhi         | Sri Lanka           | 3 - 1 | 4 - 1    | Coupe Nehru 2009                            |
| 5 | 30 août 2016     | Spartak Stadium, Bichkek            | Kazakhstan          | 2 - 0 | 2 - 0    | Match amical                                |
| 6 | 14 novembre 2017 | Estádio Campo Desportivo, Taipa     | Macao               | 4 - 2 | 4 - 3    | Éliminatoires Coupe d'Asie des nations 2019 |
| 7 | 27 mars 2018     | Spartak Stadium, Bichkek            | Inde                | 2 - 0 | 2 - 1    | Éliminatoires Coupe d'Asie des nations 2019 |
| 8 | 6 septembre 2018 | Spartak Stadium, Bichkek            | Palestine           | 1 - 0 | 1 - 1    | Match amical                                |
| 9 | 21 janvier 2019  | Stade Cheikh Zayed, Abou Dabi       | Émirats arabes unis | 1 - 1 | 2 - 3    | Coupe d'Asie des nations 2019               |